# Massacre de Wiriyamu
O Massacre de Wiriyamu ou Operação Marosca foi um massacre da população civil em Wiriyamu, na província de Tete em Moçambique, por soldados portugueses durante a Guerra da Independência de Moçambique. Estima-se que pelo menos 385 africanos foram mortos.

## O massacre
O episódio aconteceu em 16 de dezembro de 1972, depois de dois capitães, comandantes de companhia, morrerem dentro de um jipe que pisou uma mina anti-carro. Pelo menos 385 pessoas foram assassinadas pela 6.ª Companhia de Comandos de Moçambique sem contar os que morreram durante a "limpeza" do local, que ocorreu nos três dias seguintes ou devido aos interrogatórios que seguiram o episódio. O massacre ocorreu no contexto da Guerra de Independência de Moçambique, quando as forças portuguesas pretendiam acabar com a presença da FRELIMO perto da cidade de Tete e da Barragem de Cahora Bassa, que estava em construção — elementos da FRELIMO declararam que iriam impedir a construção.[carece de fontes?]
As tropas portuguesas dizimaram um terço dos 1350 habitantes de cinco povoações (Wiriyamu, Djemusse, Riachu, Juawu e Chaworha) integradas numa área chamada de "triângulo de Wiriyamu", afetando um total 216 famílias em quarenta povoações. A chamada Operação Marosca foi instigada pela PIDE, e guiada pelo agente Chico Kachavi, que foi assassinado mais tarde, enquanto o massacre era investigado. Os soldados foram instruídos por Kachavi de que "a ordem é para matar todos", sem se importar se havia civis, mulheres ou crianças. "Muitas são fechadas dentro das cubatas onde morrem carbonizadas por ação de granadas incendiárias, outras são simplesmente fuziladas." Ocorre ainda a destruição de palhotas e infraestruturas.

## Desfecho
O massacre foi denunciado pelo jornal britânico The Times, na sua edição de 10 de julho de 1973 por um padre católico britânico, Adrian Hastings, dando motivação extra para uma receção popular adversa à visita de Marcelo Caetano poucos dias depois. Domingo Kansande e o padre Domingos Ferrão contabilizam os mortos e divulgam a dois outros padres missionários espanhóis. O governo português negou os acontecimentos, apesar de discutido em Conselho de Ministros, a 18 de agosto de 1973 — Um relatório de Jorge Jardim, que comprovava a sua veracidade, incluía fotografias da aldeia destruída e aconselhava a que o massacre fosse reconhecido e explicado.[carece de fontes?]
Os responsáveis militares são demitidos, o Brigadeiro Videira e Jaime Neves. Sem desculpabilizar as ações, Carlos Matos Gomes interpreta as demissões dos militares como uma forma de bode expiatório, ao invés de se focar nos aspetos estruturais por detrás do massacre, o "acumular de tensões" de um sistema colonial expirado.
Para fora, no entanto, os jornais oficiais negavam o sucedido e atacavam o padre católico britânico: "Mais uma aleivosia do padre Hastings". Foram ainda criadas versões diferentes dos acontecimentos, como aquela relatada por Laurean Rugambwa, Arcebispo de Dar es Salaam, que afirma que as alegadas mortes foram da responsabilidade de soldados da FRELIMO, e não das forças portuguesas. Ainda noutra versão dos acontecimentos, os alegados massacres não passaram de uma forma de propaganda cujo objectivo era destruir a reputação do estado português no estrangeiro.

## Na Arte
O músico José Afonso na letra da sua canção O País Vai de Carrinho, do disco Como se Fora Seu Filho de 1983, alude aos crimes de guerra cometidos pelo exército português na Guerra Colonial em Wiriyamu, Mocumbura e Marracuene e ao nome de Jaime Neves como um dos oficiais responsáveis.
Em 2016, foi editado o livro "O massacre Português de Wiriyamu", pelo escritor e historiador Moçambicano Mustafah Dhada. A obra de investigação aprofunda os motivos por detrás do massacre, os eventos que se desenrolaram e o envolvimento de membros da igreja católica na sua denúncia e divulgação. Em 2017, o investigador recebeu o prémio Martin A. Klein pelo seu trabalho desenvolvido sobre o massacre.

## Actualidade
Em Setembro de 2022, o primeiro ministro português, António Costa, numa visita a Moçambique, no âmbito da V Cimeira Luso-Moçambicana, formalizou um pedido de desculpas oficial, em nome da República Portuguesa, pelo massacre ocorrido na pendência do Estado Novo. Classificou como um “ato indesculpável que desonra” a história de Portugal. “Neste ano de 2022, quase decorridos 50 anos sobre esse terrível dia de 16 de dezembro de 1972, não posso deixar aqui de evocar e de me curvar perante a memória das vítimas do massacre de Wiriyamu, ato indesculpável que desonra a nossa história”, afirmou, em Maputo. 
Também o Presidente da República Marcelo Rebelo de Sousa vai publicar um memorando intitulado "É tempo de assumirmos Wiriyamu".
Levantaram-se certas vozes contra, nomeadamente, da parte de Gabriel Mithá Ribeiro, deputado do Chega no Parlamento Português, que escreveu um artigo de opinião, no Observador, em que diz que foi um acto de ignorância histórica e politicamente irresponsável para com a identidade portuguesa e o mesmo com a moçambicana.

## Vítimas
Estima-se que pelo menos 385 pessoas foram vítimas do massacre.
Lista dos mortos na área de Wiriamu, a 16 de dezembro de 1972
Aldeia de Wiriyamu
- Vira - Uma mulher
- Dinho - Um rapaz (criança)
- Hortencia - Uma mulher
- Chuva - Uma homem e uma mulher
- Vaina - Uma mulher e uma rapariga (criança)
- Tembo Macaju - Um homem, uma mulher, um rapaz (criança)
- Khaniiawen Tenente Valeta - Um homem, uma mulher, duas raparigas (crianças)
- Macaju Xukussi - Um homem e uma mulher
- Chenguitani Campute - Um homem e um rapaz (criança)
- Sianani Matope - Um homem e um rapaz (criança)
- Fugueti Campute - Um homem
- Inacio Luis - Uma mulher, dois rapazes e uma rapariga (crianças)
- Avelinu Valeta - Duas mulheres, um rapaz e uma rapariga (crianças)
- Chuva Culheri - Duas mulheres, um rapaz e duas raparigas (crianças)
- Tenente Valeta - Duas mulheres, um rapaz e três raparigas (crianças)
- Wiriyamu Sanganembo - Um rapaz (criança)

Aldeia de Juawu:
- Biritsta - Uma mulher
- Luwo - Um rapaz (criança)
- Siria - Uma mulher
- Saizi - Um homem, duas mulheres, um rapaz e duas raparigas (crianças)
- Gwaninifuwa - Um homem
- Kachigamba - Um rapaz (criança)
- Ghandali Kuxupika - Um homem, duas mulheres, um rapaz e uma rapariga (crianças)
- Luwina - Uma mulher
- Aluviyana - Uma mulher
- Kuitanti - Um homem
- Caetano - Um rapaz (criança)
- Kuchepa - Um rapaz (criança)
- Biyuezeyani - Um rapaz (criança)
- Ddinja - Um homem
- Alufinati - Um homem
- Mbiriyanende - Um homem
- Chintheya - Uma rapariga (criança)
- Zeca - Um rapaz (criança)
- Mualeka Saize Chamgambica - Um homem, uma mulher, três rapazes e duas raparigas (crianças)
- Chapuca Capena - Um homem, um rapaz e duas raparigas (crianças)
- Jantar Capena - Um homem, três mulheres, quatro rapazes (crianças)
- Daquinani Capena - Um homem, uma mulher, dois rapazes (crianças)
- Oitenta Jantar - Um homem, uma mulher, dois rapazes e uma rapariga (crianças)

Aldeia de Chaworha
- Chefe Chaworha - Um homem e uma mulher
- Xavieri Chaworha - Um homem
- Mixone - Um homem, uma mulher, um rapaz e uma rapariga (crianças)
- Irisoni - Um homem, duas mulheres, três rapazes e duas raparigas (crianças)
- Ramadi Irisoni - Um homem, uma mulher e um rapaz (criança)
- Akimu - Um homem, uma mulher
- Birifi - Um homem, uma mulher, dois rapazes (crianças)
- Batista - Um homem, uma mulher, dois rapazes (crianças)
- Mdeka - Um homem, uma mulher
- Mchenga - Um homem, uma mulher
- Kunesa - Um homem, uma mulher
- Marko - Um homem
- Consenbera - Um homem
- Pita - Um homem
- Manteiga Alberto - Um homem
- Simawu Manteiga Alberto - Um homem, duas raparigas (crianças)
- Thauru Chabvurura - Um homem, duas mulheres, um rapaz e três raparigas (crianças)
- Jo Chamambica - Um homem, uma mulher
- Hagimo Chaworha - Um homem, duas mulheres, cinco rapazes e três raparigas (crianças)
- Briefe Chaworha - Um homem, duas mulheres, dois rapazes (crianças)
- Consembera Manzane - Um homem, dois rapazes (crianças)
- Batista Marizane - Um homem, duas mulheres, dois rapazes e duas raparigas (crianças)
- N’chenga Marizane - Um homem, uma mulher, três rapazes e uma rapariga (crianças)
- Djeepe Mauricio - Um homem
- Luis Mixone - Um homem, uma mulher, um rapaz, um feto
- T’rabuco Puebve - Um homem, uma mulher, um rapaz e três raparigas (crianças)
- Sabote Puebve - Um homem, uma mulher
- Ficha Puebve - Um homem
- Peratu Puebve - Um homem
- Nideka Supinho - Um homem, duas mulheres, seis rapazes, duas raparigas (crianças)
- Alberto Wirhisone - Um homem, uma mulher, um rapaz (criança), um feto
- Bernardo Xavier - Um homem
- Pinto - Um rapaz (criança)
- Mayeza - Um rapaz (criança)
- Mundani - Um rapaz (criança)
- Djipi - Um rapaz (criança)
- Mauricio Chamambica - Um rapaz (criança)

Mortes em locais não apurados dentro do triângulo de Wiriyamu:
- Olinda - Uma rapariga (criança)
- Lainya - Uma mulher
- Zabere - Uma rapariga (criança)
- Rosa - Uma rapariga (criança)
- Zaberia - Uma rapariga (criança)
- Alista - Uma rapariga (criança)
- Guideria - Uma mulher
- Khembo - Um homem
- Kamuzi - Um rapaz (criança)
- Sunturu - Um homem
- Dziwani - Um rapaz (criança)
- Magreta - Uma mulher
- Mario - Uma rapariga (criança)
- Fuguete - Um homem
- Rita - Uma rapariga (criança)
- Chakupendeka - Um homem, uma mulher
- Kulinga - Um homem, uma mulher, um rapaz e uma rapariga (crianças)
- Keresiya - Uma mulher e três rapazes (crianças)
- Massalambani - Um rapaz (criança)
- Chinai - Um rapaz (criança)
- Domingos - Um rapaz (criança)
- Mboy - Uma rapariga (criança)
- Chiposi - Um rapaz (criança)
- Augusto - Um rapaz (criança)
- Farau - Um rapaz (criança)
- António - Um rapaz (criança)
- Anguina - Uma mulher
- Jantar - Um homem
- Luisa - Uma rapariga (criança)
- Matias - Um rapaz (criança)
- Nkhonde - Um rapaz (criança)
- Xanu - Um rapaz (criança)
- Djoni - Um homem
- Chawene - Um rapaz (criança)
- Lodiya - Uma rapariga (criança)
- Mario - Um rapaz (criança)
- Fostina - Uma mulher
- Rosa - Uma rapariga (criança)
- Maria - Um rapaz (criança)
- Zostina - Uma mulher, um feto
- Domingos - Um rapaz (criança)
- Xanu - Um rapaz (criança)
- Kuwela - Um rapaz (criança)
- Chipiri - Um rapaz (criança)
- Chuma - Uma rapariga (criança)
- Makonda - Um rapaz (criança)
- Marko - Um rapaz (criança)
- Luisa - Um rapaz (criança)
- Mario - Um rapaz (criança)
- Raul - Um rapaz (criança)
- Duzeria - Uma mulher
- Cecilia - Uma mulher
- Faliosa - Uma mulher
- Domina - Uma mulher
- Chintheya - Uma rapariga (criança)
- Kupensar - Um homem
- Chaphuka - Um homem
- Djoni - Um homem